# Sotensko pod Kalobjem
Sotensko pod Kalobjem je naselje u slovenskoj Općini Šentjuru. Sotensko pod Kalobjem se nalazi u pokrajini Štajerskoj i statističkoj regiji Savinjskoj. 

## Stanovništvo
Prema popisu stanovništva iz 2002. godine naselje je imalo 34 stanovnika.